# Jelcz 442.32
Le Jelcz 442.32 est un camion militaire de moyen tonnage à haute mobilité, en version 4x4 à deux essieux, conçu et fabriqué par le constructeur polonais Jelcz pour les forces armées polonaises. La production en série a commencé au deuxième semestre 2014.

## Histoire
Les études de conception de ce nouveau camion ont débuté en 2011 à partir du retour d'expérience du précédent modèle Jelcz P442 D.28. Le modèle a été présenté en septembre 2013, lors du Salon international de l'industrie de la défense à Kielce, sur le stand du groupe militaire d'Etat Stalowa Wola Steelworks.

La première négociation pour l'achat de camions classe moyenne pour les forces armées polonaises a été menée par l'Inspection du ministère de l'Armement et de la Défense le 30 janvier 2013. La montant de la commande était de l'ordre de 400 millions de PLN pour l'achat d'environ 866 véhicules (691 modèles standard et 175 châssis pour le montage d'équipements spéciaux), qui devaient être livrés en 2018. Actuellement, le parc militaire polonais compte plus de 18.000 camions moyens, principalement les vieux 266.
La commande de nouveaux camions pour l'armée fait partie du projet de modernisation technique des forces armées polonaises, objectif 2022.
Le 29 novembre 2013, l'Inspection de l'Armement a signé un contrat pour la fourniture de 910 exemplaires du Jelcz 442.32. 

## Le camion Jelcz 442.32
Le Jelcz 442.32 est un camion à haute mobilité qui a été conçu dans le cadre du système européen de défense. le poids total du véhicule est de 15.600 kg pour une charge utile de 6 tonnes. La fourchette des températures d'utilisation du véhicule est comprise entre -30 et + 50 °C. Le véhicule est apte au transport de matières dangereuses, sous réserve des exigences ADR. Sa vitesse maximale, plus de 110 km/h, est bridée à 85 km/h. Les concepteurs ont cherché à rendre le véhicule le plus fiable possible tout en le dotant des technologies les plus modernes comme les feux arrière à LED, l'ordinateur de bord, etc.

### La cabine
Comme sur tout modèle militaire, la cabine est très anguleuse avec des éléments plats. Comparée à celle des modèles à 3 ou 4 essieux, elle a été ramenée à 2.440 mm, selon les critères du cahier des charges. Les deux sièges sont séparés par le capot moteur, comme dans les autres modèles de la marque. Une banquette lit a été aménagée derrière les sièges. La cabine est basculable pour faciliter l'accès au moteur. Elle peut également recevoir un blindage de protection fourni par la société polonaise Mikanit. Des variantes de cabine pour accueillir 4 ou 6 personnes, non blindée ou blindée, sont disponibles.

### Le plateau arrière de transport
Le véhicule est équipé à l'arrière d'un plateau de chargement pouvant aussi accueillir 3 rangées de bancs dans le sens de la largeur ou deux rangées centrales dos à dos, ce qui permet de transporter jusqu'à 24 soldats équipés. 

### La motorisation
Le moteur diesel, comme sur la plupart des camions, est placé sous la cabine. Le moteur  de base du véhicule est d'origine Mercedes-Benz. L'application militaire est assurée par la société allemande MTU. Le moteur Jaguar MTU 6R106TD21 est un moteur diesel turbocompressé de 326 ch / 240 kW, avec un couple de 1300 N m. Il est conforme à la norme Euro 3. Résistant aux interférences électromagnétiques, il peut aussi fonctionner avec d'autres types de carburants, comme le kérosène F-34. L'utilisation de ce nouveau moteur a obligé le constructeur à modifier profondément les standards de ses cabines, attaches au châssis, systèmes antivibratoires etc. 

### Composants ZF
En plus de la boîte de vitesses, ZF fournit également le groupe de réduction avec différentiel et la direction. Il faut noter que si l'armée a accepté la transmission automatique, son utilisation remonte à plusieurs années. En 1999 le constructeur Star a présenté deux prototypes de camions tout-terrain, le Star 1266 de 12,0 tonnes de PTAC et le Star 1466 de 14 tonnes de PTAC équipés de boîte de vitesses automatiques.

### Les suspensions
Le châssis du camion a été développé en interne par le constructeur Jelcz. Les ressorts paraboliques utilisés sont réglés pour fournir le meilleur compromis dans le cas d'un essieu arrière chargé ou déchargé. Chaque ancrage de roue comporte un amortisseur hydraulique.
La puissance est transmise aux roues par l'intermédiaire de ponts à double réduction, développés et produits par une société base en France à Saint-Etienne Axletech. Les roues sont équipées de pneus 14,00 R20 de type beadlock, ce qui permet de conduire avec des pneus sous gonflés. Des pneumatiques RunFlat sont disponibles en option.

### Electricité
Un soin particulier a été apporté à l'installation électrique, souvent considérée le point faible des camions. Toutes les connexions électriques sont réalisées sous boîtier étanche résistant aux interférences électromagnétiques.